# كايسا دالبيرغ
كايسا دالبيرغ (بالسويدية: Kajsa Dahlberg)‏ هي فنانة سويدية، ولدت في 1973 في غوتنبرغ في السويد.